# Nána
Nána je obec nacházející se na jižním Slovensku v okrese Nové Zámky. Žije v ní přibližně 1 200 obyvatel. Je zde mateřská škola s výchovnými jazyky slovenským a maďarským a základní škola s vyučovacím jazykem maďarským.

## Historie
První písemná zmínka pochází z roku 1157, kde je zmiňována jako Nana, vesnice ostřihomské kapituly. V roce 1530 byla zničena nájezdem Tatarů. V 18. století byl na jejím místě založen dvůr, u kterého vznikla obec. V roce 1715 měla dvanáct domácností, v roce 1755 zde žilo 105 obyvatel, v roce 1787 v 35 domech žilo 275 obyvatel a v roce 1828 žilo 399 obyvatel v 43 domech. V letech 1960 až 1991 byla součásti Štúrova. Hlavní obživou bylo zemědělství, v roce 1900 zde byla cihelna.

## Přírodní poměry
Obec se nachází v nejjižnější části Slovenska v Podunajské nížině v pravobřežním údolí Hronu a levobřežním údolí Dunaje. Nadmořská výška území se pohybuje v rozmezí 103 až 200 metrů, střed obce je ve výšce 110 metrů. Na starších třetihorních slínech je mocný pokryv říčních čtvrtohorních štěrků.
Na území obce se nachází chráněné území státní přírodní rezervace Vŕšok se zachovaným společenstvím xerotermofilní fauny a flory na ploše 1,45 ha, které bylo vyhlášené v roce 1965. Na zátopovém území Hronu je chráněné území vodního ptactva a mokřadní vegetace.
Obec sousedí na jihu s městem Štúrovo, hranicí je železniční trať Bratislava– Budapešť. Na západě je to obec Obid, na západě a severu Kamenný Most, na severu Malá nad Hronom. Východní hranici tvoří řeka Hron s obcí Kamenica nad Hronom.
V jižní části katastrálního území se nachází železniční stanice Štúrovo, kterou prochází železniční trať Bratislava – Štúrovo – Budapešť a trať Štúrovo – Levice.

## Památky
- V obci je římskokatolický kostel svatého Vendelína z roku 1775.

## Partnerské obce
- Tiszanána, Maďarsko